# Музеј Младеновца
Музеј Младеновца је комплексног типа са разноврсним културно-историјским и уметничким предметима везаним за живот човека од далеке прошлости до данас са територије општине Младеновац. 

## Историја
Основан је 22. септембра 1982. одлуком Скупштине општине Младеновац, а на иницијативу Савеза бораца. Као институција у оснивању је радио до 5. марта 1985. када је интегрисан са Музејом града Београда у чијем саставу је и данас. Улагањима Секретаријата за културу Града Београда и Министарства привреде Републике Србије 2018. године је реконструисана зграде и добијен је савремен и технички опремљен објекат за обављање музеолошких делатности. Збирке садрже материјал значајан за општину, а поједини садржаји припадају културном богатству Београда и Србије. Осим основне музеолошке делатности, односно чувања покретних културних добара, обухвата истраживачки рад и публиковање. Уз сталну поставку музеја се повремено излажу тематске и гостујуће изложбе. У изложбеном простору се организују стручна и научна предавања из области археологије, историје, етнологије и ликовне уметности.